# Anguilla aux Jeux du Commonwealth
Anguilla participe aux Jeux du Commonwealth depuis les Jeux de 1998 à Kuala Lumpur, et a pris part à tous les Jeux depuis cette date. Ce territoire britannique d'outre-mer, doté de quelque 13 500 habitants, n'est représenté que par de petites délégations, concourant aux épreuves d'athlétisme et de cyclisme sur route. Le territoire n'a jamais remporté de médaille. 